# Conqueyrac
Conqueyrac é uma comuna francesa na região administrativa de Occitânia, no departamento de Gard. Estende-se por uma área de 27,18 km². Em 2010 a comuna tinha 99 habitantes (densidade: 3,6 hab./km²).